# Exocentrus malickyi
Exocentrus malickyi là một loài bọ cánh cứng trong họ Cerambycidae.